# Tom & Jerry e la favola dello schiaccianoci
Tom & Jerry e la favola dello schiaccianoci (Tom and Jerry: A Nutcracker Tale) è un film d'animazione direct-to-video del 2007 prodotto dalla Warner Bros. Pictures Television Animation Distribution e basato sul famoso balletto Lo schiaccianoci di Tchaikovsky. Vede come protagonisti numerosi personaggi tratti dal mondo di Tom & Jerry Tales presente nell'universo cinematografico di Tom & Jerry. 
Il film è dedicato alla memoria al cofondatore Joseph Barbera, che morì il 18 dicembre 2006. Fu il suo ultimo film d'animazione prodotto. In Italia uscì il 5 dicembre 2007.

## Trama
In un teatro vuoto, dopo uno spettacolo natalizio del balletto Lo Schiaccianoci di Tchaikovski, Jerry sogna di avere la possibilità di esibirsi e, magicamente, vede il proprio desiderio avverarsi. Il topolino viene risucchiato in un regno incantato dove tutto è possibile, animato da giocattoli che si animano. Il piccolo si diverte in compagnia dei suoi nuovi amici ed arriva a danzare con la ballerina di un carillon, ma irrompono il Re dei Gatti, un randagio sudicio, grasso e arrogante, con il suo esercito, comandato da Tom. Esiliati in terre lontane, Jerry, il cavalluccio giocattolo Nelly e la decorazione natalizia Paulie, cercano di raggiungere il Costruttore, il creatore dei giocattoli animati, che vive sotto una stella, sperando che possa dare loro una mano a fermare l'esercito dei gatti.

## Doppiaggio
| Personaggio          | Doppiatore originale | Doppiatore italiano |
| -------------------- | -------------------- | ------------------- |
| Tom il gatto         | Spike Brandt         | Spike Brandt        |
| Jerry il topo        | Spike Brandt         | Spike Brandt        |
| Tuffy                | Chantal Strand       | Daniele Raffaeli    |
| Nelly                | Kathleen Barr        | Perla Liberatori    |
| Paulie               | Ian James Corlett    |                     |
| La piccola Ballerina | Tara Strong          |                     |
| Il Costruttore       | Richard Newman       | Giovanni Petrucci   |
| Re dei Gatti         | Garry Chalk          | Pierluigi Astore    |
| Lackey               | Trevor Devall        |                     |
| Dr. Malevolent, Tom  | Mark Oliver          | Massimo Milazzo     |